# It Had to Do with Love
It Had to Do with Love ist das erste Studioalbum der amerikanischen Indie-Rock-Band Koufax.
Es wurde am 5. September 2000 auf Heroes & Villains Records und Vagrant Records veröffentlicht.

## Hintergrund
Während die vorhergehende, selbstbetitelte Debüt-EP noch bei Doghouse erschien, wurde das Debütalbum über die Vagrant Records, bzw. der Tochterfirma Heroes & Villains vertrieben. Der Vertrag bei Vagrant kam mit Hilfe der befreundeten Band The Get Up Kids zustande.
Nachdem das Album aufgenommen worden war, verließen Sean Grogan und Andrew Cameron die Band. Als Hauptgrund wurde genannt, dass die Band anstrebte möglichst ausgiebig zu touren, was die beiden Bandmitglieder jedoch nicht gewohnt waren.

## Covergestaltung
Das Coverfoto wurde von Larry Rosenberg im Fotostudio aufgenommen und zeigt die Band samt Equipment vor einer blauen Leinwand. Über den Köpfen der Bandmitglieder sind Name und die jeweils gespielten Instrumente angegeben.
Auf dem Backcover sind dagegen die Vorbereitungen für das Coverfoto samt Titelangaben zu sehen. Design und Artwork wurde von Frank Davidson gestaltet.

## Titelliste
Alle Titel wurden von Koufax geschrieben (Texte: Robert Suchan), außer Steppin’ Out (Joe Jackson)
1. Out of Your Element – 4:08
2. Move Out, Move On – 3:05
3. Minor Chords – 3:59
4. It Had to Do with Love – 4:37
5. Out of Your Element (Reprise) – 1:59
6. Going to Happen – 4:12
7. Offering Advice – 4:01
8. Living Alone – 3:54
9. Work Will Never End – 4:10
10. Over It – 6:18
11. Steppin’ Out (Bonus-Track; japanische Version) – 4:02[6]

## Kritiken
Das Album erhielt positive bis gemischte Kritiken:
„It Had to Do with Love trug dazu bei, den aktuellen Trend der Indie-Bands in Gang zu setzen, wie Joe Jackson zu klingen. Es war vielleicht nicht das meistverkaufte Album in der Geschichte von Vagrant, aber es war eines der am besten geschriebenen, nachdenklichsten und korrekt gespieltesten Popalben, die jemals vom Label Vagrant veröffentlicht wurden.“ – Allmusic
„Koufax schöpfen viel aus dem Synth-Rock- und Pop-Prog der 70er Jahre wie ELO, Supertramp und vielleicht auch einigen frühen Genesis-Alben, um ihre Keyboard-Exkursionen aufzustellen…It Had To Do With Love, mag albern oder sogar langweilig für Hardcore-Emo- oder Indie-Fans klingen, aber Hörer, die mutigere, vielseitigere Aufnahmen schätzen, werden dieses Pop-Experiment genießen“ – Ink19